# Mactromeris hemphillii
Mactromeris hemphillii är en musselart som först beskrevs av Dall 1894.  Mactromeris hemphillii ingår i släktet Mactromeris och familjen Mactridae. Inga underarter finns listade i Catalogue of Life.